# Jean-Paul Goux
Pour les articles homonymes, voir Goux.
 (avril 2012).
Si vous disposez d'ouvrages ou d'articles de référence ou si vous connaissez des sites web de qualité traitant du thème abordé ici, merci de compléter l'article en donnant les références utiles à sa vérifiabilité et en les liant à la section « Notes et références ».
Œuvres principales
- Mémoires de l'enclave
- Les Jardins de Morgante
- L’ombre s’allonge

Jean-Paul Goux est un écrivain français né le 5 décembre 1948, originaire de Franche-Comté et de Paris. Il a écrit des récits, des romans et des essais. Son premier roman, Le Montreur d'ombres, est publié en 1977 aux éditions Ipomée. Son œuvre compte une quinzaine de livres, dont les deux trilogies romanesques des Champs de fouilles et des Quartiers d'hiver, publiées aux éditions Actes Sud.

## Biographie
Cette section est promotionnelle ou publicitaire (juillet 2022). Considérez son contenu avec précaution et/ou discutez-en.
Comme beaucoup d'écrivains de sa génération, il entre en politique en même temps qu'en littérature, et adhère au parti communiste de 1972 à 1979. À cette période appartiennent des œuvres romanesques à l'écriture lyrique, Le Triomphe du temps, La Fable des jours et Lamentations des ténèbres.
Il a été lié à l'avant-garde littéraire des années soixante-dix et quatre-vingt, lecteur de Tel Quel, puis proche de 'Digraphe dont il a été secrétaire de rédaction en 1978.
Ses Mémoires de l'enclave, issues de deux ans d'enquête sur la vie ouvrière dans le bassin de Sochaux-Montbéliard, ont été saluées notamment par François Bon comme "le livre le plus total, le plus fouillé, sur l'usine, au moment où l'histoire bascule" et où s'éloigne le modèle industriel ancien. Cette somme de 600 pages a été rééditée en 2003 chez Actes Sud.
Après cette œuvre de sociologue et d'ethnologue, où un préambule fictionnel (le journal intime de l'enquêteur, un jeune Docteur en Archéologie) introduit une retranscription des voix ouvrières menée avec une rigueur et un respect exemplaires, Jean-Paul Goux séjourne en 1985 et 1987 à la Villa Médicis, à Rome. Cette période marque la transition vers une nouvelle manière romanesque, et vers l'écriture de sa première trilogie, dont le premier volume, Les Jardins de Morgante, met en scène quatre amis réunis dans la fabuleuse propriété d'un écrivain du seizième siècle. Chaunes, l'architecte des jardins, Wilhelm, son ami le bibliothécaire, Maren, la jeune architecte qu'aime Chaunes, et Thubert, le photographe sont là pour dresser l'inventaire des richesses de cette demeure avant sa destruction définitive. Peu à peu ils subiront l'emprise de ce lieu magique jusqu'à un point de non-retour. Le récit de ce qui s'est passé cet hiver-là à Morgante est repris a posteriori par les voix des différents protagonistes, qui cherchent à élucider l'énigme du destin fatal de l'un d'entre eux. Ce roman, comme les suivants, est un "roman de la voix" où les différentes énonciations se mêlent et s'étagent par strates temporelles, sans se confondre.
La seconde trilogie, Les Quartiers d'hiver, est centrée sur deux lieux (l'abbaye de l'Épine à Chenecé et un appartement haussmannien à Paris) plutôt que sur un personnage. Cependant L'Embardée comme Les Hautes falaises mettent en scène Simon, qui évoque, à travers les lettres écrites à des amis, ses relations avec ses parents, la vente d'un appartement de famille ressentie comme une catastrophe, une amputation de son être, et, dans le second titre, son amitié d'enfance et d'adolescence avec Bastien, un fils d'architecte comme lui, qui le rappelle après toute une vie de silence. L'écriture de Jean-Paul Goux entrelace les espaces et le temps d'une façon extrêmement précise et évoque la place que peut tenir dans une vie un lieu à travers lequel on a appris à percevoir le monde, et au contraire la façon cruelle dont quelquefois on en est dépossédé. Une voix, ou plutôt des voix cherchent malaisément à dépasser le silence et la frustration, à retrouver une maîtrise de soi. Le Séjour à Chenecé clôt la trilogie par un récit symbolique, récit d'apprentissage qui s'apparente davantage au conte. Alexis Chauvel, son héros, le "pauvre d'esprit" de la nombreuse tribu Chéronnet, celle de Bastien, passera sa vie comme gardien de la propriété familiale de vacances, abbaye rachetée jadis comme bien national, plantée sur une ancienne île entourée de falaises et délaissée par le recul de la mer.
Les essais littéraires de Jean-Paul Goux, Les Leçons d'Argol, La Fabrique du continu et La Voix sans repos rendent hommage à ses "intercesseurs" en littérature (les tout premiers, ceux de l'adolescence, Lautréamont, Gracq, Claude Simon, puis Flaubert, Chateaubriand, Kleist, Le Tasse...). Ils poussent loin la réflexion sur les enjeux de sa prose romanesque : lier l'espace et le temps, résister à l'émiettement, à la fragmentation, aux déchirures de l'expérience privée de la mémoire et du secours de l'art. Sa phrase, tout comme l'architecture de ses œuvres, recherche une forme d'envoûtement et s'impose par sa puissance poétique et son acuité : "Les trois critères essentiels par lesquels Valéry définissait la spécificité du poétique : la fabrique de la liaison, la fabrique de l'énergie et du mouvement, et la fabrique de la voix, me paraissent tout aussi bien au cœur des exigences littéraires de certaines proses romanesques." (La Fabrique du continu,  Champvallon, 1999, quatrième de couverture.)
L'œuvre tout entière s'ordonne autour d'une réflexion sur les pouvoirs de la parole, meurtrière ou vivifiante, comme l'indique la citation latine placée en épigraphe à La Commémoration : mors et vita in manu linguae (la mort et la vie sont aux mains de la parole).
Il reçoit le Prix Marcel-Aymé 2016, pour son roman L’Ombre s’allonge, publié chez Actes Sud.
Jean-Paul Goux a été maître de conférences à l'université de Tours. Il a participé au comité de rédaction de la revue Le Nouveau Recueil, dirigée par Jean-Michel Maulpoix. Il vit aujourd'hui à Besançon.

## Œuvre

### Livres
- Jean-Paul Goux, Le Montreur d'ombres (roman), Ipomée, 1977.
- Jean-Paul Goux, Le Triomphe du temps (roman), Digraphe - Flammarion, 1978.
- Jean-Paul Goux, La Fable des jours (roman), Digraphe - Flammarion, 1980.
- Jean-Paul Goux, Les Leçons d'Argol (essai sur Julien Gracq), Temps actuels, 1982.
- Jean-Paul Goux, Lamentations des ténèbres (roman), Flammarion, 1984.
- Jean-Paul Goux, Mémoires de l'enclave (récits d’industrie), Mazarine, 1986 (réimpr. 2003).
- Jean-Paul Goux, Les Jardins de Morgante (roman), Payot, 1989 (réimpr. 1999).
- Jean-Paul Goux, La Commémoration (roman), Actes Sud, 1995 (réimpr. 2005).
- Jean-Paul Goux, La Jeune Fille en bleu (récit), Champ Vallon, 1996.
- Jean-Paul Goux, La Maison forte (roman), Actes Sud, 1999.
- Jean-Paul Goux, La Fabrique du continu (essai), Champ Vallon, 1999.
- Jean-Paul Goux, Cinq dialogues au pied du pon, Oepide, 1999.
- Jean-Paul Goux, Les Lampes de Ronchamp,, éditions de l'Imprimeur, coll. « Suite de sites », 2001.
- Jean-Paul Goux, La Voix sans repos (essai), éditions du Rocher, 2003.
- Jean-Paul Goux, L'Embardée, t. I (roman), Actes Sud, 2005
- Jean-Paul Goux, Les Hautes Falaises, t. II (roman), Actes Sud, 2009
- Jean-Paul Goux, Le Séjour à Chenecé, t. III (récit), Actes Sud, 2012
- Jean-Paul Goux, L’ombre s’allonge (roman), Actes Sud, 2016Prix Marcel-Aymé 2016.
- Jean-Paul Goux, Sourdes contrées (roman), Champ Vallon, 2019Dans le prolongement des Champs de fouilles, Jean-Paul Goux explore les souvenirs perdus et les instants abîmés, dans une écriture scandée d'une grande puissance d'évocation.[3]
- Jean-Paul Goux, Tableau d'hiver (roman), Champ Vallon, 2022.

### Articles et contributions à des ouvrages collectifs
- Alain Poirson et Jean-Paul Goux, « Claude Simon : pour en finir avec l’équivoque du réalisme. Entretien.», L’Humanité, 20 mai 1977, p. 8. Repris dans Les Triptyques de Claude Simon, p. 163-167
- Alain Poirson et Jean-Paul Goux, "Un homme traversé par le travail. Entretien avec Claude Simon", La Nouvelle critique, no 105, juin-juillet 1977.
- « Le Temps de commencer », in Genèses du roman contemporain, C.N.R.S. Éditions, 1993.
- "Argol  et Maldoror,  quelques propriétés des objets aimés", revue Théodore Balmoral, 1er février 1997. http://remue.net/spip.php?article849
- "La scène fantasmée dans Rimbaud le fils", in Pierre Michon, l'écriture absolue, Actes publiés par les Presses universitaires de Saint-Etienne, 2001
- "De l'allure", Semen, revue de sémio-linguistique des textes et des discours, in "Rythme de la prose", 16-2003, URL : http://semen.revues.org/2664.
- "La question", in "Le souci de la beauté", Le Nouveau Recueil no 80, avril-mai 2006.
- "Le style de vie Bergougnioux", note de lecture, Le Nouveau Recueil no 80, avril-mai 2006.
- "Si la beauté..." in Cahiers Claude Simon no 2, presses universitaires de Perpignan, décembre 2006.
- Mireille Fulpius, textes de Sylvie Bourcy, Jean-Paul Goux, Pierre Paliard, Myriam Poiatti, Paris : Cercle d’art, 2013, 223p. ill. en noir et en coul. 30 x 26cm. Catalogue d'exposition.
- "L’éblouissement", in Gracq dans son siècle, Etudes réunies par Michel Murat, Classiques Garnier, janvier 2013, pp. 221-228.
- Jean-Paul Goux, "Pastiches et mélanges. Un inédit : Le Carnet de Syntaxe de Proust", in "D'après Proust", La Nouvelle Revue Française, no 603, mars 2013, dir. Philippe Forest et Stéphane Audeguy.
- "L’énergie du lyrisme", entretien avec Mireille Calle-Gruber, in Présences de Claude Simon, ouvrage collectif, L’Atelier du Grand Tétras, octobre 2016, pp. 117-131.
- "Une rêverie oeuvrante, entretien avec Jean-Paul Goux", in Écrire l’architecture, Europe, no 1055, mars 2017, pp. 113–123.